# Gönci hordó
A gönci hordó a borászatban használt hagyományos magyar űrmérték, amely nevét a tokaj-hegyaljai borvidékhez kapcsolódó Gönc mezővárosában és vidékén tömegesen készült hordótípusról kapta.
A gönci hordó és a gönci félhordó első írott említése a 16. századból ismert: a diósgyőri vár 1563-ban lejegyzett leltára szerint gönci hordókban tárolták a várnép borát. A külországokba eladott tokaj-hegyaljai borokat rendszerint gönci hordókban szállították. A szakmai hagyomány szerint ugyanis ennek űrmértéke volt a legalkalmasabb a tokaji borok érésének, emellett a zempléni tölgyfadongákból készült könnyű hordó kevésbé hasas alakja azt is lehetővé tette, hogy a társzekérre egymásra fektetve akár négy boroshordót is felrakjanak. A 19. század közepétől az addig nyárfából készült abroncsokat fokozatosan felváltotta a jóval tartósabb vasabroncs. Gönci hordót napjainkban már csak elvétve készítenek, egy erdőbényei kádárműhelyben 2015-ben 50 ezer forintot kértek egy gönci hordóért.

## Űrtartalma
A 16. század közepén a gönci hordó még hatalmas, nem annyira szállításra, mint bortárolásra alkalmas hordó volt, amelynek űrtartalma 420 iccére, azaz kb. 352,5 literre rúgott. A 17. század további részében a gönci hordó 201,44 literes, a gönci félhordó 100,72 literes volt. A 18. századtól az egész és félhordó megkülönböztetése megszűnt, majd Zemplén vármegye 1801-es rendelete értelmében gönci hordó alatt 180 iccét (kb. 151,1 litert), 1807-ben pedig már 176 iccét (kb. 147,7 litert) értettek. A névadó gönci hordók űrtartalma az ezt követő évtizedekben 125-145 liter között ingadozott, kereskedelmi használatban végül a mértékegységet 160 iccében, vagyis 136 literben rögzítették.
Az évszázadok során az aszúbor elnevezése annak megfelelően lett két- vagy négyputtonyos, hogy hány puttony aszúszemet öntöttek a gönci hordóban érő mustba vagy borba.